# Efigie

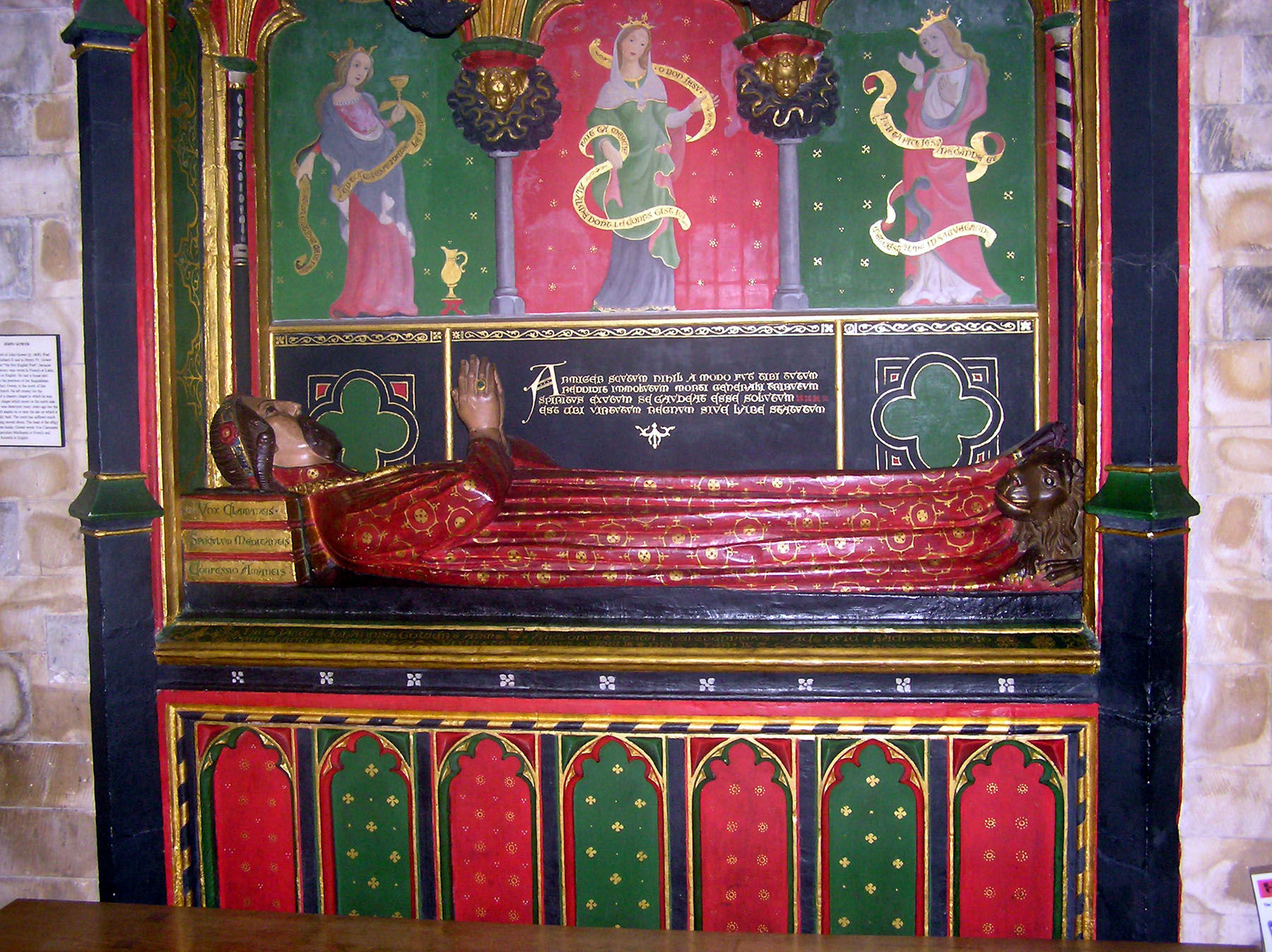
Efigie de John Gower en la Catedral de Southwark, Londres.

Efigie es la representación de una persona en una moneda, pintura o escultura. Suelen ser representaciones de personajes de poder, riqueza o prestigio; o al contrario, las que se realizan para desprestigiar o infamar.

## Arte funerario
En el arte funerario se refiere a la figura del fallecido, que procura reconstruirse con mayor o menor fidelidad al modelo (maiorum imagines, las máscaras funerarias que preceden al retrato romano). En el arte cristiano es habitual la utilización de efigies en los sepulcros, en la Edad Media dentro de las iglesias y posteriormente en cementerios. La habitual es la posición supina con las manos unidas en oración, pero también se dan otras (de rodillas o incluso de pie).

## Numismática

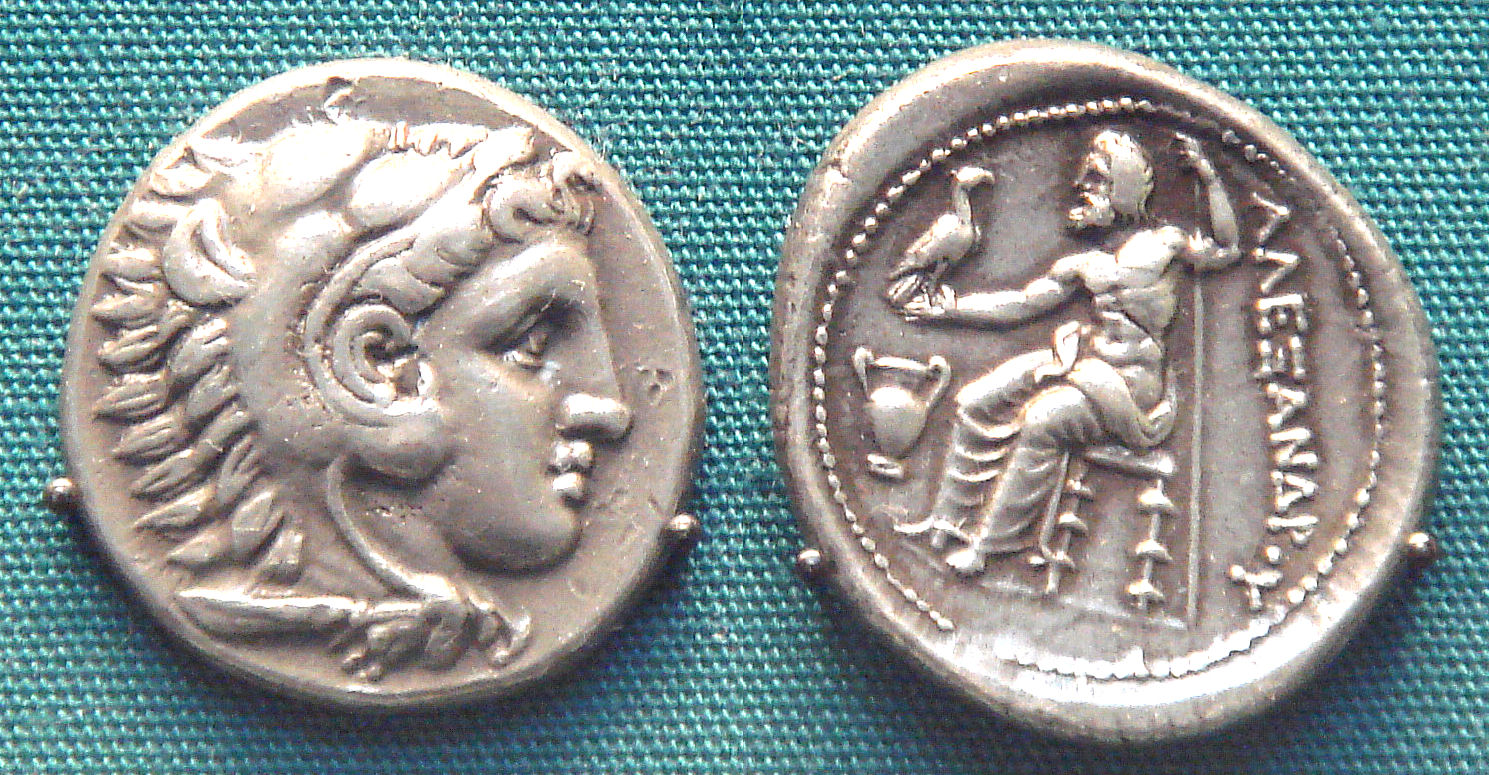
Moneda de plata de Alejandro Magno (336-323 a. C.) con la efigie de Heracles tocado con la leonté (piel de león), y Zeus en un trono sosteniendo un águila y un cetro en el reverso.

En numismática, una efigie es la representación en relieve en el anverso de una medalla o moneda del perfil de un monarca, santo o personaje importante al que se rinde homenaje. Los monarcas fueron los primeros en ser representados, a partir de Alejandro Magno. Posteriormente, fueron utilizados propagandísticamente por diversos emperadores y reyes de la antigüedad, tanto en el mundo occidental como oriental hasta alcanzar la actualidad. 
También había acuñaciones para honrar a una divinidad o para conmemorar una batalla ganada o un territorio conquistado, o para señalar un acontecimiento notable como una alianza o una fiesta.

## Procesos judiciales
En los procesos judiciales propios del Antiguo Régimen, particularmente en los inquisitoriales, cuando no se podía contar con la presencia del reo, se procedía a enjuiciarlo y condenarlo en efigie, es decir utilizando una efigie que lo representara y a la que se ajusticiaba en su lugar (por ejemplo, ahorcándola, decapitándola o quemándola). Así también se realizó la "farsa de Ávila" por la que se depuso al rey castellano Enrique IV.

## Golpeo y quema de personajes
También están muy difundidas las tradiciones populares festivas que incluyen golpear o quemar la efigie de un personaje odiado (Judas Iscariote, Guy Fawkes).

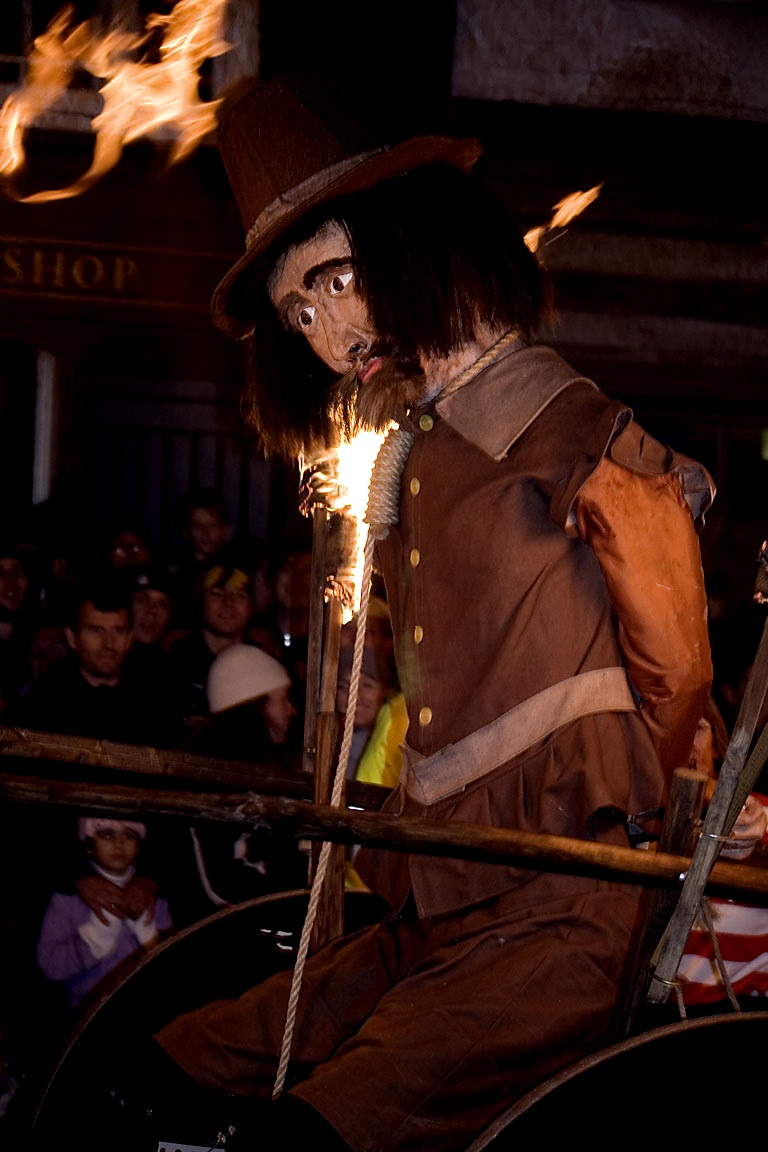
Quema de una efigie de Guy Fawkes.
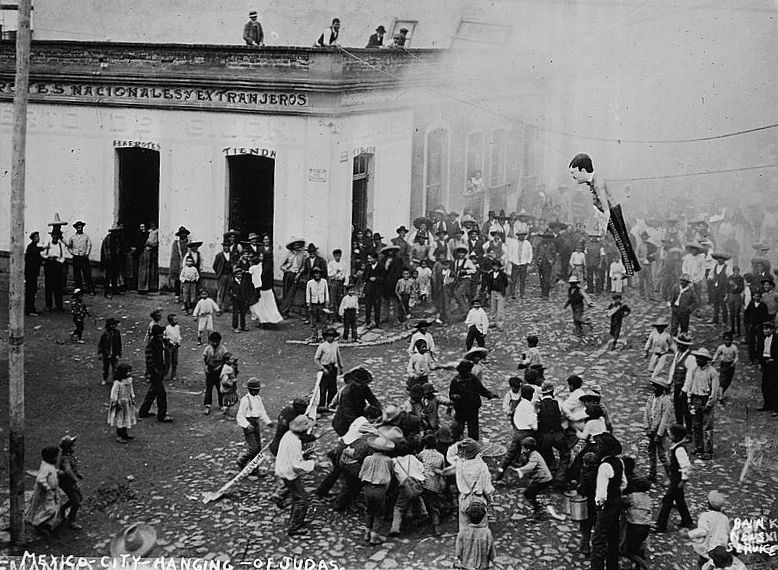
Quema del Judas en México.